# Яблунівка (Шепетівський район)
Яблуні́вка — село в Україні, у Берездівській сільській громаді Шепетівського району Хмельницької області. Населення становить 567 осіб.

## Географія
Селом протікає річка Безіменна, права притока Корчика.

## Історія
Перебувало у власності Яблоновських, у XIX столітті Микуличам.
На кінець XIX століття — 71 будинок, 435 жителів. Функціонувала початкова школа.
У 1906 році село Берездівської волості Новоград-Волинського повіту Волинської губернії. Відстань від повітового міста 38 верст, від волості 11. Дворів 76, мешканців 386.
7 (20) листопада 1917 року, відповідно до Третього Універсалу Української Центральної Ради, увійшло до складу Української Народної Республіки.
З 1956 року в селі розташована психіатрична лікарня.
12 червня 2020 року, відповідно до розпорядження Кабінету Міністрів України № 727-р «Про визначення адміністративних центрів та затвердження територій територіальних громад Хмельницької області», увійшло до складу Берездівської сільської громади.
19 липня 2020 року, в результаті адміністративно-територіальної реформи та ліквідації Славутського району, село увійшло до складу Шепетівського району.

## Населення
Згідно з переписом УРСР 1989 року чисельність наявного населення села становила 770 осіб, з яких 410 чоловіків та 360 жінок.
За переписом населення України 2001 року в селі мешкало 568 осіб.

### Мова
Розподіл населення за рідною мовою за даними перепису 2001 року:
| Мова       | Відсоток |
| ---------- | -------- |
| українська | 99,65 %  |
| російська  | 0,35 %   |

## Символіка
Затверджений 17 вересня 2015 р. рішенням № 2 XLVII сесії сільської ради VI скликання.

### Герб
У червоному щиті п'ять золотих яблук у коло, між ними по такому ж листочку. Щит вписаний в золотий декоративний картуш і увінчаний золотою сільською короною. Унизу картуша напис «ЯБЛУНІВКА».
Основна фігура герба означає назву села, символізуючи водночас і квітку яблуні, і яблука. Корона означає статус населеного пункту.

### Прапор
На квадратному червоному полотнищі п'ять жовтих яблук у коло, між ними по такому ж листочку.

## Пам'ятки
Устилів — ландшафтний заказник місцевого значення

## Уродженці
Василь Я́кович Івчук (нар. 21 листопада 1902 — † 2 жовтня 1938) — Герой України, рятівник людей від Голодомору 1932—1933 років; директор школи у селі Дударків Бориспільського району Київської області у 1932–1938 роках. 17 травня 1938 року Василь Івчук був заарештований; «активно вів агітацію, спрямовану на поразку радянського ладу і партії», «був активним учасником контрреволюційної повстанської організації, яка ставила за мету відокремити Україну від колишнього СРСР та приєднати до Польщі». 28 вересня того ж року засуджений до страти, яка відбулася 2 жовтня. Місце поховання невідоме; 1958 року посмертно реабілітований.